# شبه گروه

ساختارهای جبری بین ماگماها و گروه‌ها: یک نیم-گروه ماگمایی است که خاصیت شرکت‌پذیری دارد. و یک تکوار (مونوئید) نیم‌گروهی است که عضو یکسانی داشته باشد.

در ریاضیات، به‌خصوص در جبر مجرد، شبه-گروه (Quasigroup)، ساختاری جبری مشابه با گروه‌ها است، چرا که همیشه «تقسیم» امکان‌پذیر می‌باشد. تفاوت عمده شبه-گروه‌ها با گروه‌ها در این است که شبه-گروه‌ها لزوماً شرکت‌پذیر نیستند.
شبه-گروهی که همانی داشته باشد را لوپ (Loop) گویند.

## تعاریف
حداقل دو تعریف صوری معادل برای شبه-گروه‌ها وجود دارند. یکی از این تعاریف شبه-گروه‌ها را به عنوان مجموعه‌ای مجهز به عمل دوتایی تعریف کرده و دیگری از جبر جهانی کمک گرفته و شبه‌گروه را به عنوان ساختاری با سه عملگر دوتایی در نظر می‌گیرد. تصویر هم‌ریختی شبه-گروهی که فقط با یک عملگر دوتایی تعریف شده باشد لزوماً شبه-گروه نخواهد بود.

### جبر
شبه-گروه {\displaystyle (Q,*)}، مجموعه ناتهی {\displaystyle Q} است که مجهز به یک عملگر دوتایی {\displaystyle *} (یعنی ماگما) باشد به گونه‌ای که در خاصیت مربع لاتین صدق کند. این خاصیت بیان می‌دارد که برای هر {\displaystyle a,b\in Q}، عناصری چون {\displaystyle x,y\in Q} وجود دارند به طوری که در اتحادهای زیر صدق کنند:
{\displaystyle {\begin{aligned}a*x=b\\y*a=b\\\end{aligned}}}
به بیان دیگر هر عنصر مجموعه دقیقاً در هر سطر و هر ستون از جدول ضرب کیلی شبه-گروه پدیدار شود. این خاصیت تضمین می‌کند که جدول کیلی یک شبه-گروه متناهی، به‌خصوص یک گروه متناهی، مربع لاتین خواهد بود. الزام به یکتا بودن را می‌توان با شرط حذف‌پذیر بودن ماگما (یعنی ماگما خاصیت حذف شدن را داشته باشد) جایگزین کرد.
جواب یکتای این معادلات به صورت {\displaystyle x=a\backslash b} و {\displaystyle y=b/a} نوشته می‌شوند. عملیات {\displaystyle \backslash } و {\displaystyle /} را به ترتیب تقسیم چپ و تقسیم راست می‌نامند.
مجموعه تهی که مجهز به عمل دوتایی تهی باشد، در این تعریف از شبه-گروه صدق می‌کند. برخی از مؤلفان شبه-گروه‌های تهی را به رسمیت می‌شناسند، ولی سایر مؤلفان به‌طور صریح آن‌ها را مستثنا می‌کنند.

## ارجاعات
1. ↑  Smith, Jonathan D. H. (2007). An introduction to quasigroups and their representations. Boca Raton, Fla. [u.a.]: Chapman & Hall/CRC. pp. 3, 26–27. ISBN 978-1-58488-537-5.
2. ↑  H. Rubin; J. E. Rubin (1985). Equivalents of the Axiom of Choice, II. Elsevier. p. 109.
3. ↑  (Pflugfelder 1990، ص. 2)
4. ↑  (Bruck 1971، ص. 1)